# Jardín Federico García Lorca (París)
El jardín Federico-García-Lorca es un jardín de París, ubicado en el IV distrito.

## Situación y acceso
El jardín se ubica sobre la parte baja de las riberas del Sena, en el muelle del Ayuntamiento de París.
Muy cerca se encuentran las estaciones de metro Sully - Morland, Pont Marie y Hôtel de Ville.

## Origen del nombre
Lleva el nombre de Federico García Lorca (1898-1936), poeta, dramaturgo, pintor, pianista y compositor español, asesinado en Andalucía por las milicias franquistas, debido a sus ideas a favor de la Segunda República y de su homosexualidad.

## Puntos de interés
- El Ayuntamiento de París.
- El Marais.
- Las riberas del Sena.

### Enlace externo
- Jardín Federico-García-Lorca (Ayto. de París)

- Datos: Q3495077
- Multimedia: Jardin Federico-García-Lorca / Q3495077